# Babenbergovci
Babenbergovci (njem. Babenberger), istočnofranačka (njemačka) velikaška obitelj i vladarska dinastija, poznata još u doba Karolinga, podrijetlom iz Bamberga u Gornjoj Frankoniji, današnja Bavarska. Luitpold Babenberg dobio je 976. godine od cara Otona II. u leno Istočnu marku (Austrija) i tako osnovao austrijsku kneževsku lozu Babenbergovaca.

## Austrijski vladari iz dinastije Babenberg

### Austrijski markgrofovi
- Leopold I. Slavni (976. – 994.)
- Henrik I. Jaki (994. – 1018.)
- Adalbert Pobjednik (1018. – 1055.)
- Ernest Hrabri (1055. – 1075.)
- Leopold II. Pravedni (1075. – 1095.)
- Leopold III. Dobri (1095. – 1136.)
- Leopold IV. Velikodušni (1137. – 1141.)
- Henrik II. Jasomirgott (1141. – 1156.)

### Austrijski vojvode
- Henrik II. Jasomirgott (1156. – 1177.) - opet
- Leopold V. Kreposni (1177. – 1194.)
- Fridrik I. Katolički (1195. – 1198.)
- Leopold VI. Slavni (1198. – 1230.)
- Fridrik II. Ratoborni (1230. – 1246.)

## Vanjske poveznice
- House of Babenberg Britannica, pristupljeno 17. veljače 2016. (engl.)
- Babenbergovci Hrvatska enciklopedija, pristupljeno 17. veljače 2016. (hrv.)